# Prefettura di Anié
La prefettura di Anié è una prefettura del Togo situata nella regione degli Altopiani con 95.090 abitanti al censimento 2010. Il capoluogo è la città di Anié.
La prefettura è stata istituita il 26 novembre 2009 con delibera dell'assemblea nazionale
Comprende i cantoni di Anié, Pallakoko, Adogbénou, Glitto e Atchinèdji.